# Gilberto Teodoro
Gilberto Eduardo Gerardo Cojuangco Teodoro Jr. (Manila, 14 giugno 1964) è un politico e imprenditore filippino.
Già membro della Camera dei rappresentanti delle Filippine per il 1º distretto di Tarlac dal 1998 al 2007, ha ricoperto l'incarico di segretario della difesa delle Filippine dal 3 agosto 2007 al 15 novembre 2009 nel governo Arroyo. Considerato dagli esperti come un "abile tecnocrate", a seguito del passaggio del tifone Ondoy nel settembre 2009 si è distinto per la conduzione delle operazioni di ricerca e soccorso come capo del Consiglio nazionale di coordinamento delle catastrofi (National Disaster Coordinating Council o NDCC).
Nel 2010 è stato il candidato del partito Lakas-CMD per le elezioni presidenziali di quell'anno, vinte dal cugino Benigno Aquino III.

## Biografia
Nasce a Manila, unico figlio di Gilberto Teodoro Sr. e della politica Mercedes Cojuangco, quest'ultima membro della nota famiglia sinofilippina di Tarlac.
Studente modello, si laurea in commercio all'Università de La Salle e quindi in giurisprudenza all'Università delle Filippine, per poi ottenere un Master of Laws presso la Harvard Law School. 

### Carriera politica

#### Camera dei rappresentanti
Nel 1998 viene eletto alla Camera dei rappresentanti delle Filippine per il 1º distretto di Tarlac come membro della Coalizione Popolare Nazionalista, partito fondato dallo zio Eduardo Cojuangco Jr., alleato politico del Presidente Joseph Estrada. Nel Congresso è quindi membro della maggioranza a sostegno di Estrada nonché uno dei cosiddetti Bright Boys –– soprannome che alludeva fra l'altro a un gruppo di giovani deputati dell'opposizione, chiamati invece Spice Boys –– assieme ad altri politici neofiti arrivati alla fine degli anni novanta, e mantiene il suo sostegno sia durante che dopo la crisi di governo che porta alla rivoluzione EDSA II.

#### Segretario della Difesa nazionale
Al termine dei suoi tre mandati al Congresso, nell'agosto 2007 è nominato segretario della difesa delle Filippine dalla Presidente Gloria Macapagal-Arroyo, divenendo il più giovane a ricoprire tale posizione dopo Ramon Magsaysay. 

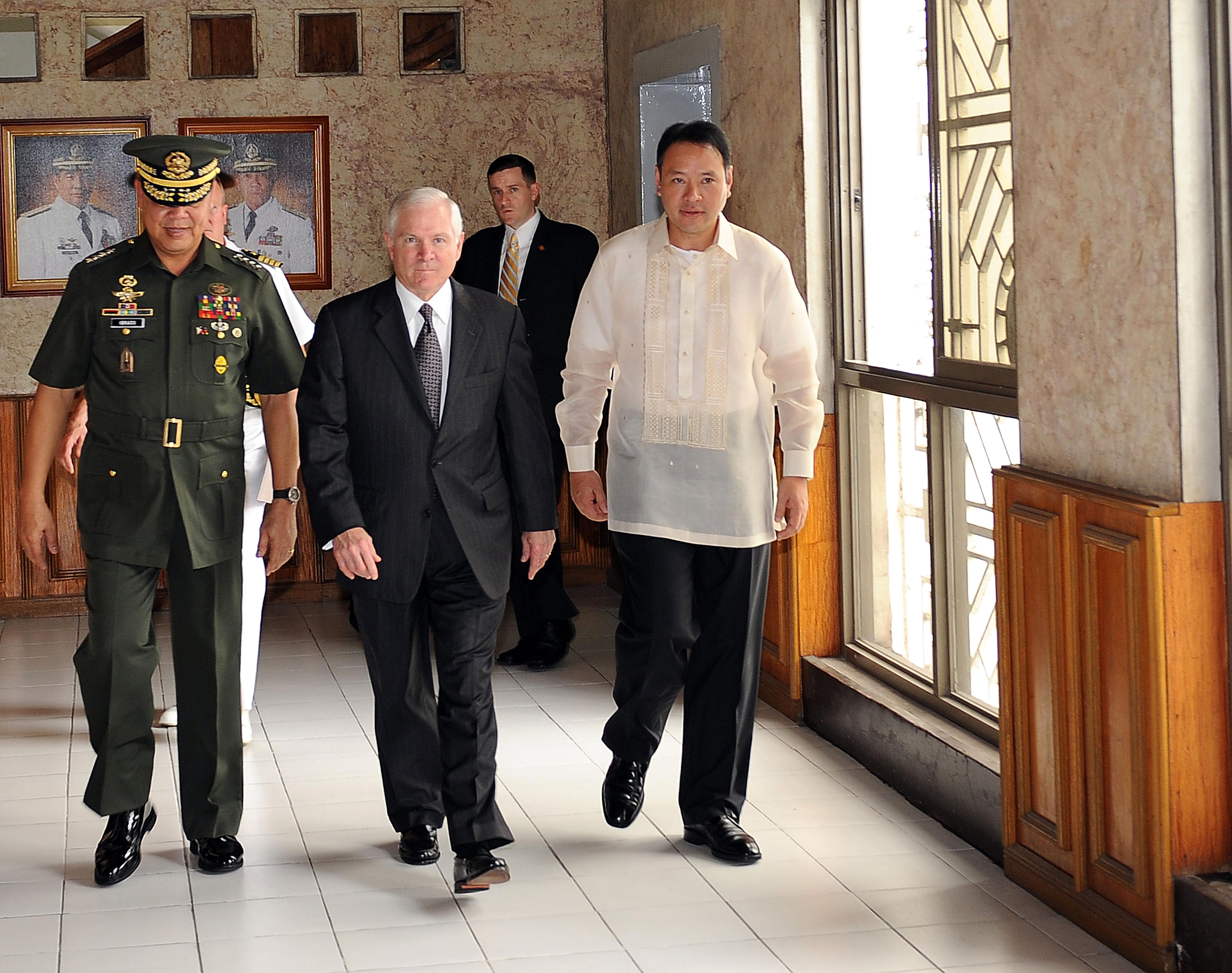
Teodoro (a destra) e il Segretario della difesa degli Stati Uniti d'America Robert Gates a Manila nel 2009

Nel settembre 2009, a seguito degli ingenti danni provocati dal passaggio del tifone Ondoy, si distingue per la conduzione delle operazioni di ricerca e soccorso come capo del Consiglio nazionale di coordinamento delle catastrofi (in inglese National Disaster Coordinating Council o NDCC).

#### Candidato alla presidenza
Dopo aver manifestato l'intenzione di partecipare alle elezioni presidenziali del 2010 e aver aderito al Lakas-CMD, il 15 novembre 2009 annuncia le dimissioni dal gabinetto presidenziale della Arroyo per presentare la sua candidatura. Scelto dal Lakas a fianco dell'ex attore Edu Manzano (candidatosi vicepresidente), alle elezioni Teodoro ottiene 4.095.839 voti, pari all'11,33%% del voto popolare. 
Dopo la sconfitta elettorale si ritira a vita privata, dedicandosi all'attività di imprenditore. Nel 2014 è nominato direttore del Banco de Oro, istituto di credito filippino presieduto dalla primogenita di Henry Sy, Teresita.
A seguito della vittoria di Rodrigo Duterte alle presidenziali del 2016, gli viene più volte offerto l'incarico di Segretario della Difesa nazionale, da lui tuttavia rifiutato.
Nel 2021 ritorna sulla scena politica aderendo al Partito della Riforma Popolare e candidandosi al Senato delle Filippine in vista delle elezioni parlamentari del 2022. Nel corso della campagna elettorale ottiene un importante endorsement da parte del tandem di Ferdinand Marcos Jr. e Sara Duterte, candidati rispettivamente come presidente e vicepresidente ed entrambi con solidi vantaggi sin dai primi sondaggi. 

### Vita personale
Nel 1992 ha sposato l'agente immobiliare Monica Prieto, anch'essa entrata nel mondo della politica e con la quale ha un figlio, Jaime Gilberto.